# Wierzchołówka żółtowłosa
Wierzchołówka żółtowłosa (Laphria flava)  – gatunek muchówki z rodziny łowikowatych i podrodziny Laphriinae. Zamieszkuje lasy palearktycznej strefy umiarkowanej.

## Morfologia

### Owad dorosły
Muchówka o przysadzistym jak na przedstawiciela rodziny ciele długości od 12 do 24 mm. Ogólnym wyglądem upodobniona jest do trzmieli.
Głowa jest czarna z różnobarwnym owłosieniem. Górna część głowy ma owłosienie białe. Broda (mystax) jest biała, niekiedy przyżółcona, z nielicznymi czarnymi szczecinkami na krawędziach perystomu. Kępki złotych włosków występują po bokach wzgórka przyoczkowego, a na jego wierzchu czarne szczecinki. Kępy czarnych włosków leżą po bokach czoła i koło aparatu gębowego. Czułki mają pierwszy człon nie przekraczający długością dwukrotności członu drugiego, zaś człon trzeci o bokach równoległych, pozbawiony wyraźnego stylus antennalis, zamiast niego mający drobne sensorium osadzone w jamce.
Tułów jest czarny z brunatno opylonymi bokami. Owłosienie przedniej części śródplecza jest czarne, zaś tylnej jego części żółte. Pleury owłosione są jasno z wyjątkiem czarno owłosionych górnych części mezopleurów. Skrzydła mają wzdłuż żyłek przyciemnienia o brunatnym odcieniu. Przezmianki mają brunatne nóżki i białożółte główki. Odnóża mają żółte szczecinki oraz białe i żółte włoski na stopach i goleniach. Owłosienie ud przedniej pary jest czarne z białą kępką na spodzie, środkowej pary czarnorude na wierzchu i jasne na spodzie, zaś tylnej pary jasnorude i białe.
Odwłok jest czarny i owłosiony żółto lub brązowawo, tylko hypopygium samca jest kasztanowe z czarnym owłosieniem. Włoski na tergitach są puszyste i wzniesione.

### Larwa
Larwa ma odwłok o szczątkowych brodawkach bocznych, zwieńczony wąskim, ostrym i odgiętym ku górze kolcem terminalnym oraz małą płytką terminalną, której to boczne wyrostki są na wierzchołkach zaostrzone.

## Ekologia i występowanie
Terenem jego występowania są śródleśne łąki. Jak wszystkie łowikowate jest drapieżnikiem. Poluje na inne owady w locie chwytając je długimi odnóżami i paraliżując śliną po nakłuciu swej ofiary kłujką. Samica wyszukuje szpar w korze drzew i składa tam jaja. Wylęgłe larwy prowadzą drapieżny tryb życia żyjąc w chodnikach owadów drążących je i polując na ich larwy np. larwy kornika.
Gatunek palearktyczny. W Europie znany jest z Hiszpanii, Wielkiej Brytanii, Francji, Belgii, Holandii, Niemiec, Szwajcarii, Austrii, Włoch, Danii, Szwecji, Norwegii, Finlandii, Litwy, Polski, Czech, Słowacji, Węgier, Ukrainy, Słowenii, Chorwacji, Rumunii, Bułgarii, Serbii, Czarnogóry, Albanii, Grecji i europejskiej części Rosji. W Azji zamieszkuje Turcję, Kazachstan, zachodnią i wschodnią Syberię, Rosyjski Daleki Wschód, Mongolię oraz Indie. Ponadto znany jest z Afryki Północnej. W Polsce występuje dość pospolicie.